# Sheldrickite
La sheldrickite è un minerale.